# Ду (остров)
Ду (бел. Ду, раннее деревня Остров; бел. Востраў) — остров, который располагается внутри Освейского озера и не имеет сухопутной границы. Является самым большим островом в Беларуси.
Остров также упоминался, как остров с церковью Рождества Пресвятой Богородицы.
На северо-западном берегу острова располагалась деревня Остров. До войны в деревне насчитывалось 72 двора, а к 1970-м годам осталось около 25 домов. Имелись магазин, начальная школа, колхоз, кладбище и дизельная электростанция (включали с наступлением темноты и до полуночи). В начале 1970-х годов жители начали покидать деревню, в основном чтобы дать детям образование.
Высшая точка острова — гора Пилиповка, которая возвышается на 162,5 м над уровнем моря. Вершина отмечена железобетонным столбиком и привершинным рвом. На сегодняшний момент от деревни остались лишь пару фундаментов и руины от электростанции.
На данные момент остров принадлежит заказнику «Освейское». Посещение острова необходимо заранее согласовать с заказником. На сегодняшний день основная фауна острова это олени, лоси, енотовидные собаки и десятки видов птиц.